# Totwasser (Bodenkunde)

Saugdruck von Sand, Schluff, Lehm und Ton in Abhängigkeit von der Bodenfeuchte

Totwasser ist fest im Boden gebundenes Wasser, welches durch Pflanzen nicht aufgenommen werden kann.
Grund für die feste Bindung des Wassers in
feinporigem (Locker-)Gestein ist die Kapillarwirkung.
Je kleiner die Poren sind, desto höher ist der Saugdruck. Poren mit einem Durchmesser von 0,3 bis 0,2 µm erzeugen Saugspannungen von 10.000 bis 15.000 hPa. Bei diesen Saugspannungen kann Sand rund 3 Vol.-%, Lehm 15 und Ton zirka 35 Vol.-% Wasser binden.